# Òmnium Cultural
Òmnium Cultural is een culturele stichting die werkt aan de bevordering en de normalisering van de Catalaanse taal en cultuur, gesticht op 1 juli 1961 door vijf katholieke industriëlen: Lluís Carulla i Canals, Joan Baptista Cendrós i Carbonell, Fèlix Millet i Maristany, Joan Vallvé i Creus en Pau Riera i Sala. In 1963 werd ze door de dictator Francisco Franco verboden maar bleef in clandestiniteit doorwerken. Na veel juridische strijd kon de vereniging in 1967 weer legaal aan de slag.
Na dood van Franco en het einde van de militaire dictatuur in 1975 kreeg Òmnium volle officiële erkenning van de nieuw opgerichte Catalaanse regering. Tegenwoordig heeft ze twee hoofdopdrachten: projecten en onderwijs. Ze werkt mee aan het programma “Vrijwilligers voor de taal”, bevordert de Catalaanse muziek, theater, dans en literatuur en op internationaal vlak wil ze bijdragen aan de ontwikkeling van de Catalaanse nationale identiteit.
Tegen het einde van de vorige eeuw verloor de vereniging aan impact: het ledenaantal ging achteruit en het ledenbestand verouderde. Na jaren dictatuur en censuur kende het culturele leven in heel Spanje een grote bloei: het aanbod, ook buiten het verenigingsleven, was ondertussen veel groter geworden. Het Catalaans was de onderwijstaal geworden en moest niet meer stiekem tijdens avondlessen georganiseerd worden, lange tijd een van de belangrijkste activiteiten van Òmnium. Onder het voorzitterschap (2002-2010) van filosoof Jordi Porta i Ribalta begon met succes een verjonging en werden nieuwe thema's aangesneden. In 2004 werd Òmnium een van de stichtende leden van het Observatori de la Llengua Catalana. Vanaf 2005 brachten toenemende spanningen tussen de Catalonië en de centrale regering in Madrid een nieuwe golf van cultureel activisme met zich mee. Dit weerspiegelt zich ook in de evolutie van het ledenaantal: van 14 500 in 2002 tot meer dan 36 000 eind 2013.
Vandaag zijn er achtentwintig lokale afdelingen en regionale groepen verspreid over Catalonië, Noord-Catalonië (Frankrijk) en in L'Alguer op Sardinië. Met het Institut Ramon Llull coördineert Òmnium de acties in de Països Catalans (Catalaanse landen), samen met de groep Acció Cultural del País Valencià voor de regio València en Obra Cultural Balear op de Balearen. Andere activiteiten zijn de literaire nacht van Sinte-Lucia met de toekenning van literaire prijzen zoals de Premi Sant Jordi de novel·la en de Premi d'Honor de les Lletres Catalanes en ook het jaarlijkse Vrijheidsfeest op 11 september, de Catalaanse nationale feestdag.
Op 10 juli 2012 heeft Òmnium met de vereniging van burgemeesters en openbare besturen voor de onafhankelijkheid, Associació de Municipis per la Independència, een akkoord gesloten om de krachten te bundelen voor een volksraadpleging over de Catalaanse onafhankelijkheid. Sindsdien zet de beweging zich actief in voor de onafhankelijkheid van Catalonië en heeft actief geholpen bij de organisatie van het onafhankelijkheidsreferendum in 2017, wat er uiteindelijk toe geleid heeft dat voorzitter Jordi Cuixart in de rechtszaak tegen de leiders van het Catalaanse onafhankelijkheidsproces tot 9 jaar celstraf is veroordeeld.

## Archief
Òmnium beschikt over een uitgebreid archief over het burgeractivisme tijdens de laatste jaren van de dictatuur en het begin van de democratie. In april 2007 werden de documenten uit de periode 1961-1990 voor onbepaalde duur aan het Catalaans Nationaal Archief in bruikleen gegeven. Dit wordt algemeen beschouwd als een belangrijke bron voor de studie van het culturele activisme in de nadagen van de dictatuur en het begin van de democratie.

## Onderscheidingen
In 1984 kreeg de organisatie het Creu de Sant Jordi, een van de hoogste onderscheidingen van de Catalaanse regering. In 1992 volgde de Premi d'Honor Lluís Carulla, in 2010 de Gouden medaille van de Stad Barcelona en in 2012 de Premi Nacional a la Projecció Social de la Llengua Catalana.